# USS LST-667
O USS LST-667 foi um navio de guerra norte-americano da classe LST que operou durante a Segunda Guerra Mundial.